# Armin von Büren
Armin von Büren, född den 20 april 1928 i Zürich, död den 10 februari 2018 på samma plats, var en schweizisk bancyklist och som främst hade framgångar i sexdagarslopp, av vilka han van tretton stycken under karriären – sju av dem med Hugo Koblet som partner. Med Koblet blev han även dubbel europamästare i madison och själv tog han en EM-titel i omnium.

## Meriter – bana
| Nedan listas von Bürens segrar i sexdagarslopp: 1950/1951 Hannovers sexdagars (med Hugo Koblet) 1951/1952 Gents sexdagars (med Walter Bucher) Kiels sexdagars (med Jean Roth) 1952/1953 Dortmunds sexdagars (med Hugo Koblet) Frankfurts sexdagars (med Hugo Koblet) 1953/1954 Frankfurts sexdagars (med Hugo Koblet) Bryssels sexdagars (med Hugo Koblet) Zürichs sexdagars (med Hugo Koblet) 1955/1956 Dortmunds sexdagars (med Hugo Koblet) 1956/1957 Zürichs sexdagars (med Gerrit Schulte) 1957/1958 Münsters sexdagars (med Jean Roth) 1961/1962 New Yorks sexdagars (med Oscar Plattner) Madrids sexdagars (med Oscar Plattner) | 1949/1950 3:a i madison med Hugo Koblet 1952/1953 Europamästare i madison med Hugo Koblet 1953/1954 Europamästare i madison med Hugo Koblet 1956/1957 Europamästare i omnium 1957 Schweizisk mästare i sprint 1959 Schweizisk mästare i sprint 1951 Vinnare av Tour du lac Léman 1952 Vinnare av Rund um Altdorf 1953 Vinnare av Tour du lac Léman 10:a i Züri Metzgete |